# Erhard Bauer (Fußballspieler)

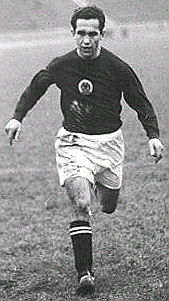
Erhard Bauer 1956

Erhard Bauer (* 30. Mai 1925; † 13. Januar 1994) war ein deutscher Fußballspieler.

## Sportliche Laufbahn
Erhard „Töppel“ Bauer war Stammspieler bei Motor Zwickau und absolvierte von 1950 bis 1953 insgesamt 74 Oberliga-Spiele (kein Tor). So schlug es hohe Wellen, als der Verteidiger 1953 zum Lokalrivalen BSG Wismut Aue wechselt. Schon damals war die Rivalität zwischen Zwickau und Aue stark ausgeprägt.
Sein erstes Oberliga-Spiel für die BSG Wismut Aue absolvierte er am 29. November 1953 ausgerechnet gegen Motor Zwickau und Bauer musste zusehen, wie sein ehemaliger Verein im Otto-Grotewohl-Stadion mit 2:1 siegte. Schon bald wurde der einsatzstarke und kompromisslose Erhard Bauer Kapitän der Wismut-Elf.
Mit Aue erlebte Erhard Bauer seine erfolgreichste Zeit. Sie wurde gekrönt von drei DDR-Meistertiteln 1956, 1957 und 1959. Beim dritten Titel 1959 war der damals 34-Jährige aber nur noch in 5 Spielen dabei. Sein letztes Oberliga-Spiel bestritt Erhard Bauer am 10. Mai 1959 gegen den SC Fortschritt Weißenfels (2:1). Für die BSG Wismut Aue bzw. ab 1954 den SC Wismut Karl-Marx-Stadt kam er in 129 Oberligaspielen (4 Tore) zum Einsatz. So standen insgesamt 203 Oberligaspiele bei ihm zu Buche. Am 3. Februar 1955 nahm er in der Deutschen Sporthalle in der Berliner Stalinallee vom Stellvertreter des Vorsitzenden des Ministerrats, Walter Ulbricht, die staatliche Auszeichnung Meister des Sports entgegen und war somit einer von elf Fußballspielern der DDR, unter ihnen unter anderem Willy Tröger, die an jenem Tag diese Ehrung erhielten. Von 1959 bis 1960 spielte Bauer noch in der Oberligareserve, wo er zeitweise in der Abwehr einen Stammplatz hatte. 
In der DDR-Nationalmannschaft kam Erhard Bauer dreimal unter Trainer Hans Siegert zum Einsatz, und dreimal gab es eine Niederlage. Sein Debüt feierte Bauer am 8. Mai 1954 in Berlin gegen Rumänien (0:1). In seinem zweiten Länderspiel (3. Oktober 1954 gegen Polen – 0:1 in Rostock) stand Bauer (29 Jahre) in der ältesten DDR-Elf (Durchschnittsalter fast 30 Jahre), die jemals auf den Rasen lief. Drei Wochen später war für ihn mit dem Spiel gegen Bulgarien am 24. Oktober 1954 in Sofia (1:3) zugleich seine Karriere in der A-Nationalmannschaft beendet. Zwischen 1953 und 1956 absolvierte Bauer fünf Länderspiele mit der B-Nationalmannschaft. 
International kam Erhard Bauer noch in 5 Europapokalspielen zum Einsatz. 1957 gegen Gwardia Warschau (3 Spiele) und Ajax Amsterdam (2 Spiele). Am 26. April 1961 wurde Bauer gemeinsam mit Kurt Viertel und Karl-Heinz Mohr vor dem Spiel gegen SC Dynamo Berlin vom aktiven Fußballsport verabschiedet.
Nach seiner Karriere war Erhard Bauer Nachwuchstrainer – wieder in Zwickau. Am 13. Januar 1994 erlag er 68-jährig einem Krebsleiden.

## Auszeichnungen
- Meister des Sports: 1955